# Стрелман, Стаффан
Стаффан Стрелман (Staffan Stråhlman) — финский музыкант, гитарист, один из основателей группы Stratovarius.
В 1984 году Стаффан вместе с Туомо Лассилой и Джоном Виерве основывает хеви-метал-группу, получившую имя Black Water. По другим данным, группа изначально была названа Stratovarius. На музыку группы сильное влияние оказали Black Sabbath во главе с Оззи Озборном. В конце декабря 1985 года Стаффан был уволен Туомо Лассилой из группы по личным причинам. Это произошло за неделю до концерта в датском городке Aalborg. Туомо Лассила позвонил своему знакомому гитаристу, игравшему ранее в группе Road Block и предложил ему занять вакантное место. Этим гитаристом был Тимо Толкки.